# Бертье, Давид Соломонович
Давид Соломонович Бертье (настоящая фамилия Ли́вшиц; 19 [31] мая 1882, Литин, Подольская губерния, Российская империя — 18 мая 1950, Киев, Украинская ССР, СССР) — русский и украинский советский скрипач и дирижёр, педагог. Заслуженный деятель искусств УССР (1938).

## Биография
Родился 19 мая (31 мая по новому стилю) 1882 года в местечке Литин Подольской губернии в еврейской семье коммерсанта Шлойме Лившица.
Отец Давида был купцом 2-й гильдии и владел мануфактурным магазином. Мать — Дора Израилевна. В семье было 4 ребёнка — Давид, Гриша, Гита и Берта. Впоследствии Давид выбрал своим псевдонимом имя любимой сестры Берты.
Учился в 1-й Киевской гимназии. В 1901 году окончил Музыкальный институт в Варшаве (класс скрипки С. К. Барцевича) и в 1904 году — Петербургскую консерваторию (класс Л. С. Ауэра, по композиции занимался у Н. А. Соколова).
С 1904 года — артист, затем концертмейстер симфонического оркестра Музыкально-исторического общества им. А. Д. Шереметева в Санкт-Петербурге. Выступал как солист и ансамблист, преподавал в Петербургской народной консерватории.
С 1918 года жил в Киеве. Работал концертмейстером и дирижёром Государственного симфонического оркестра, возглавлял струнный квартет Филармонии, преподавал в Киевском музыкально-драматическом институте им. Н. В. Лысенко. Во второй половине 1920-х годов входил в «организационную пятёрку» Киевсимфанса — симфонического оркестра без дирижёра, созданного в 1926 году по образцу московского Персимфанса.
С 1920 года — преподаватель, с 1922 — профессор Киевской консерватории (в 1924—1928 годах — проректор музыкального института и музыкального техникума). Учениками Бертье являются многие украинские скрипачи, среди которых О. М. Пархоменко, Н. Х. Лозник, В. К. Стеценко. Актёр Леонид Броневой в детстве обучался игре на скрипке у профессора Бертье.
В 1941 году Бертье эвакуировался вместе с консерваторией, а после войны вернулся в Киев.
Умер 18 мая 1950 года в Киеве, где был похоронен.

## Звания и награды
- Заслуженный профессор УССР (1932).
- Заслуженный деятель искусств УССР (1938).
- Орден Трудового Красного Знамени (17.04.1938) — в связи с 25-летним юбилеем Киевской Государственной консерватории и за выдающиеся заслуги в области подготовки музыкальных кадров Советской Украины.